# Mleczan Ringera
Mleczan Ringera – potoczna nazwa roztworu Ringera z dodatkiem mleczanu (łac. Solutio Ringeri Lactate, ang. lactated Ringer’s solution). Jest to roztwór izotoniczny w stosunku do krwi człowieka, należący do krystaloidów, przeznaczony do wlewów dożylnych.

## Skład i właściwości fizykochemiczne[1][2][3][4]
- Litr mleczanowego roztworu Ringera zawiera:
  - 6,01 g chlorku sodu,
  - 0,3 g chlorku potasu,
  - 0,151 g chlorku wapnia (0,299 g sześciowodnego chlorku wapnia)
  - 3,1 g mleczanu sodu
  - Woda do iniekcji – do 1000,0 ml

- Co odpowiada w przybliżeniu następującym stężeniom jonów:
  - 130 mEq jonów sodu (Na+) = 130 mmol/l,
  - 109 mEq jonów chlorkowych (Cl−) = 109 mmol/l,
  - 28 mEq jonów mleczanowych = 28 mmol/l,
  - 4 mEq jonów potasu (K+) = 4 mmol/l,
  - 3 mEq jonów wapnia (Ca2+) = 1,5 mmol/l.

- pH = 6,0 – 7,5
- osmolarność = 274 mOsmol/l

## Mechanizm działania
- Wypełnienie łożyska naczyniowego.
- Dostarczenie podstawowych elektrolitów (z wyjątkiem magnezu) w stężeniach fizjologicznych. Dzięki dodatkowi mleczanu sodu stężenie jonów chlorkowych jest skorygowane do wartości fizjologicznych, co dodatkowo odróżnia ten roztwór od „podstawowego” roztworu Ringera[5].
- Mleczany mogą być wykorzystane w wątrobie w procesie utleniania i glukoneogenezy. Proces ten zużywa wolny H+ do produkcji glikogenu i dwuwęglanów[6][7], które służą jako bufor przeciwdziałający kwasicy, będącej istotnym elementem np. choroby oparzeniowej[8], wstrząsu krwotocznego.

## Wskazania do stosowania
- Odwodnienie (izotoniczne) bez względu na przyczynę (wymioty, biegunka, przetoki itp.).
- Hipowolemia jako skutek:
  - oparzenia (patrz reguła Parkland)[9],
  - ubytku wody/elektrolitów w trakcie zabiegu chirurgicznego,
  - utraty krwi (wstrząs krwotoczny) – w celu wstępnego wypełnienia łożyska naczyniowego.
- Rozcieńczalnik lub rozpuszczalnik dla leków i koncentratów elektrolitów nie wykazujących niezgodności.

## Przeciwwskazania
- kwasica mleczanowa
- podczas transfuzji krwi nie należy przetaczać mleczanu Ringera tym samym zestawem do przetoczeń ze względu na ryzyko wykrzepiania (wiązanie wapnia z cytrynianami, które są dodawane do koncentratu krwinek czerwonych)

### Sytuacje wymagające zachowania szczególnej ostrożności
- niewydolność nerek;
- zasadowica (metaboliczna lub oddechowa);
- zaburzenia utylizacji mleczanów – np. ciężka niewydolność wątroby, niedobór tiaminy (głównie alkoholicy) lub insuliny (cukrzyca);
- zwiększona produkcja mleczanów – np. niedotlenienie, przewlekła niewydolność krążenia;
- leczenie pochodnymi biguanidu (np. metformina), które zarówno zwiększają produkcję mleczanów (przez nasilenie glikolizy beztlenowej), jak i zmniejszają ich utylizację (poprzez hamowanie glukoneogenezy);
- hiperglikemia (mleczan jest substratem do glukoneogenezy).

## Inne
- W sytuacji, gdy nie ma możliwości podawania dożylnego, może być ewentualnie podawany doustnie (niedobry smak), a u zwierząt także podskórnie.
- W postaci aerozolu (np. preparat Ringosol) może być stosowany donosowo (nawet u noworodków) w celu nawilżania i oczyszczania śluzówki, np. w przebiegu nieżytu alergicznego lub niealergicznego, po operacji przegrody nosa itp.
- Bardzo podobny w składzie do mleczanu Ringera jest roztwór Hartmann, stworzony przez Alexis Hartmann w celu leczenia kwasicy u dzieci.